# Lili Mirojnick
Lili Mirojnick (Nueva York, 9 de abril de 1984) es una actriz estadounidense, reconocida por su papel de Meredith McCarthy en la serie de televisión Happy!

## Biografía
Mirojnick ha aparecido en una gran cantidad de obras de teatro. Iniciando en 2005, Lili realizó varias apariciones menores en producciones cinematográficas, antes de protagonizar la cinta independiente Kill the Habit (2010). Además ha realizado apariciones en varias series populares de televisión como Person of Interest, Blue Bloods y Grey's Anatomy. En 2017 hizo parte del elenco regular de la serie de crimen y humor negro Happy! interpretando a la detective Meredith McCarthy.

## Filmografía

### Televisión
| Título              | Año  | Personaje         | Notas                     |
| ------------------- | ---- | ----------------- | ------------------------- |
| Person of Interest  | 2011 | Pia Moresco       | "Mission Creep"           |
| Rules of Engagement | 2011 |                   | "Cheating"                |
| Blue Bloods         | 2012 | Angela Ferrara    | "Domestic Disturbance"    |
| Wedding Band        | 2012 | Zoe               | "I Don't Wanna Grow Up"   |
| Grimm               | 2013 | Krystal Fletcher  | "Natural Born Wesen"      |
| Grey's Anatomy      | 2013 | Talia             | "Do You Believe in Magic" |
| Happy!              | 2017 | Meredith McCarthy | Reparto regular           |
| The Good Fight      | 2018 | Dominika Sokolov  | "Day 464"                 |

### Cine
| Título                | Año  | Personaje        | Notas         |
| --------------------- | ---- | ---------------- | ------------- |
| Domino                | 2005 |                  | No acreditada |
| Peripheral Vision     | 2007 | Cindy            |               |
| Cloverfield           | 2008 | Lei              |               |
| G-Force               | 2009 |                  | No acreditada |
| Kill the Habit        | 2010 | Galia            |               |
| Friends with Benefits | 2011 | Laura            |               |
| Born Wild             | 2012 | Joey Daniels     |               |
| Assassins' Tale       | 2013 | Fine Young Thing |               |
| Superfast!            | 2015 | Jordana Sorento  |               |

### Teatro
| Producción            | Personaje      | Director       |
| --------------------- | -------------- | -------------- |
| Landscape of the Body | Joanne         | Jonathan Bolt  |
| Dear Brutus           | Margaret       | James Warwick  |
| Hot L Baltimore       |                | Jackie Bartone |
| Trust is Overrated    | Allison        | Matthew Kemp   |
| The Crucible          | Reverenda Hale | Steve Rollman  |
| Cabaret               | Kit Kat Dancer | Neil Nash      |